# 绵毛杜根藤
绵毛杜根藤（学名：Calophanoides albovelata）是爵床科杜根藤属的植物，是中国的特有植物。分布在中国大陆的云南等地，生长于海拔1,600米至2,700米的地区，一般生于丛林或溪边涧边，目前尚未由人工引种栽培。